# Iridomyrmex anceps
Iridomyrmex anceps es una especie de hormiga del género Iridomyrmex, subfamilia Dolichoderinae. Fue descrita científicamente por Roger en 1863.
Se distribuye por Bangladés, Borneo, China, India, Indonesia, islas Krakatau, Laos, Malasia, Birmania, Filipinas, Singapur, Sri Lanka, Taiwán, Tailandia, Timor Oriental, Emiratos Árabes Unidos, Vietnam, Australia, islas Cook, Fiyi, Polinesia Francesa, Kiribati, islas Marshall, Micronesia, Nueva Caledonia, Nueva Zelanda, Islas Marianas del Norte, Palaos, Papúa Nueva Guinea, Islas Salomón y Tokelau. Se ha encontrado a elevaciones de hasta 1900 metros. Vive en microhábitats como la vegetación, debajo de rocas y nidos.